# Deutsche Fechtmeisterschaften 1930
Bei den Deutschen Fechtmeisterschaften 1930 wurden Wettbewerbe im Herrenflorett und Herrendegen ausgetragen, bei den Damen gab es nur einen Wettbewerb im Florett, Säbelwettbewerbe wurden 1930 nicht ausgetragen. Die Deutschen Einzel- und Mannschaftsmeisterschaften im Florett fanden vom 2. bis 4. Mai in Mainz statt, die Meisterschaften im Degen am 15. bis 16. August in Bad Pyrmont. Die Meisterschaften wurden vom Deutschen Fechter-Bund organisiert. Die Deutsche Turnerschaft veranstaltete parallel eigene Meisterschaften in Nürnberg.

## Herren

### Florett (Einzel)
| Platz | Sportler          | Verein              |
| ----- | ----------------- | ------------------- |
| 1     | August Heim       | Fechtclub Offenbach |
| 2     | Julius Thomson    | Fechtclub Offenbach |
| 3     | Julius Eisenecker | Hermannia Frankfurt |

### Florett (Mannschaft)
| Platz | Verein              | Sportler                                                      |
| ----- | ------------------- | ------------------------------------------------------------- |
| 1     | Hermannia Frankfurt | Erwin Casmir Stefan Rosenbauer Julius Eisenecker Fritz Becker |
| 2     | TV 1860 Frankfurt   | Wilhelm Löffler Fritz Lothar Jacob Richard Wahl Karl Büdinger |
| 3     | Fechtklub Wiesbaden | Erich Klöckner Willi Cron Otto Adam Petry                     |

### Degen (Einzel)
| Platz | Sportler          | Verein              |
| ----- | ----------------- | ------------------- |
| 1     | Hans Halberstadt  | Fechtclub Offenbach |
| 2     | Stefan Rosenbauer | Hermannia Frankfurt |
| 3     | Heinz Hax         | Wünsdorf            |

### Degen (Mannschaft)
| Platz | Verein              | Sportler                                                          |
| ----- | ------------------- | ----------------------------------------------------------------- |
| 1     | Hermannia Frankfurt | Erwin Casmir Adolf Jewarowski Julius Eisenecker Stefan Rosenbauer |
| 2     | Fechtklub Hannover  | Rohde Miehe Paul Hirschring Hans Schinn                           |

## Damen

### Florett (Einzel)
| Platz | Sportler      | Verein                          |
| ----- | ------------- | ------------------------------- |
| 1     | Helene Mayer  | Fechtclub Offenbach             |
| 2     | Erna Sondheim | Florett-Club München im TV Jahn |
| 3     | Tilly Merz    | Fechtklub Rüdesheim             |